# Kepler (микроархитектура)

Логотип бренда GeForce, под которым выпускаются видеокарты на базе Kepler

Kepler — микроархитектура графических процессоров компании NVIDIA, созданная для высокопроизводительных вычислений с акцентом на энергоэффективности.

## Описание
Тогда как направленностью предыдущей архитектуры, Fermi, была чистая производительность, Kepler рассчитан на энергоэффективность, программируемость и производительность.
Энергоэффективность была достигнута за счет использования унифицированной тактовой частоты (шейдерные блоки работают на одной частоте с ядром). Отказ от модели с независимой частотой шейдерных блоков, которая использовалась в предыдущих GPU NVIDIA, позволяет снизить энергопотребление даже при том, что для достижения производительности на уровне предыдущих разработок, требуется использовать большее количество шейдерных ядер. Уменьшение энергопотребления происходит не только от того, что новая архитектура более энергоэффективна, чем архитектура предыдущего поколения (два шейдерных ядра Kepler используют около 90% питания, необходимого одному ядру Fermi), но и потому, что унификация тактовой частоты приводит к снижению частоты шейдерных блоков, что в свою очередь серьёзно снижает энергопотребление.
Улучшенная программируемость была достигнута за счёт введения новой модели обработки текстур, которая не требует привязки к CPU.
Улучшение же производительности было достигнуто за счёт внедрения абсолютно новых контроллера памяти и шины. В свою очередь это позволило поднять тактовую частоту памяти до 6 ГГц, что всё ещё ниже, чем теоретически максимальные для GDDR5 7 ГГц, но значительно больше, чем частота памяти в 4 ГГц при архитектуре предыдущего поколения.
NVIDIA заявила прекращении выпуска драйверов для видеокарт на архитектуре Kepler с октября 2021, исключение будет сделано только для критических обновлений безопасности, которые будут выпускаться до сентября 2024.

## Применение
Продукты использующие архитектуру Kepler:
- GeForce 600 Series
- GeForce 700 Series
- NVIDIA Tesla